# Конкурсное право
Конкурсное право — это комплексная отрасль права, которая регулирует общественные отношения между должником, кредитором и третьими лицами, ввиду несостоятельности (банкротства) должника, притом под несостоятельностью (банкротством) должника подразумевается весь процесс банкротства лица, то есть все этапы процедуры банкротства.
Предметом конкурсного права являются общественные отношения, связанные с несостоятельностью (банкротством) физических и юридических лиц, а также его предупреждением.

## Методы конкурсного права
- Императивный («власти и подчинения»)
- Диспозитивный («равенства сторон»)

Тот или другой метод применяется в зависимости от вида подпадающих под действие отношений. Например, императивным методом конкурсное право воздействует на процессуальные отношения, возникающие между арбитражным судом, с одной стороны, а также должником и другими лицами, участвующими в деле о банкротстве, с другой стороны. Также данный метод используется при применении мер административной и уголовной ответственности к руководителю организации-должника. Напротив, диспозитивным методом конкурсное право воздействует на отношения, возникающие при проведении собраний кредиторов, при продаже конкурсным управляющим имущества должника, при проведении расчетов с кредиторами.